# つちやエンジニアリング

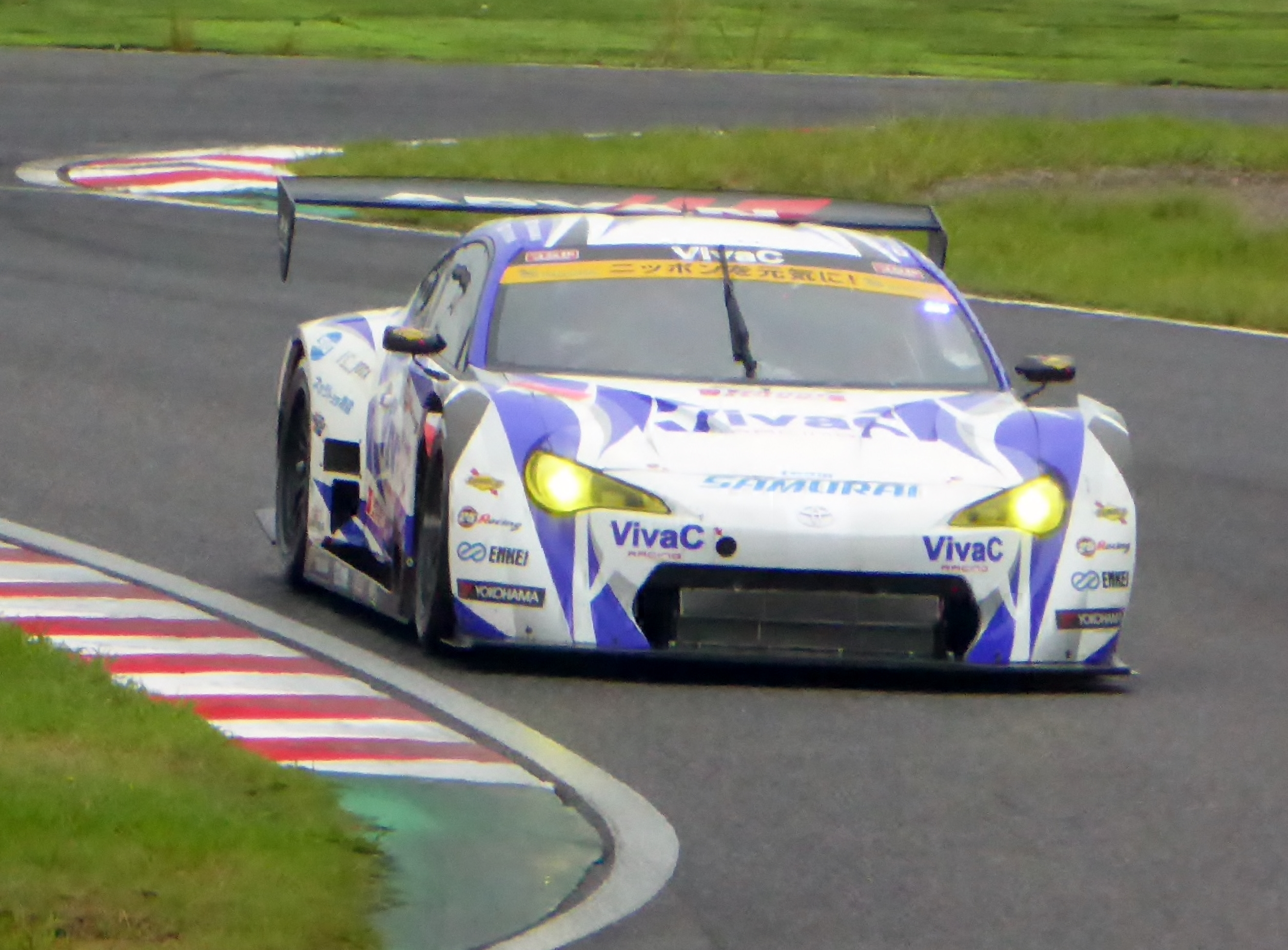
Vivac 86 MC（2015年）

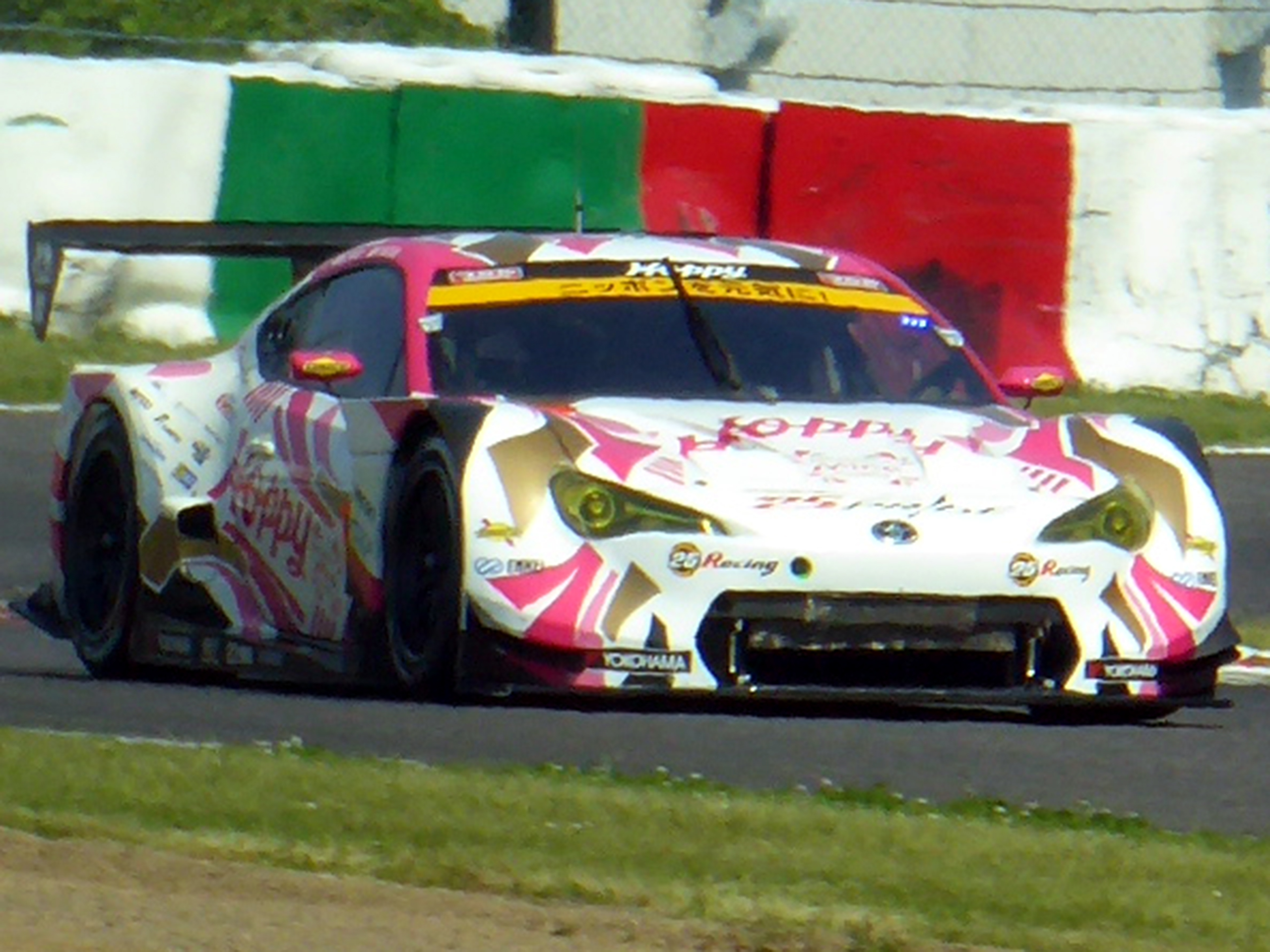
HOPPY 86 MC（2019年）

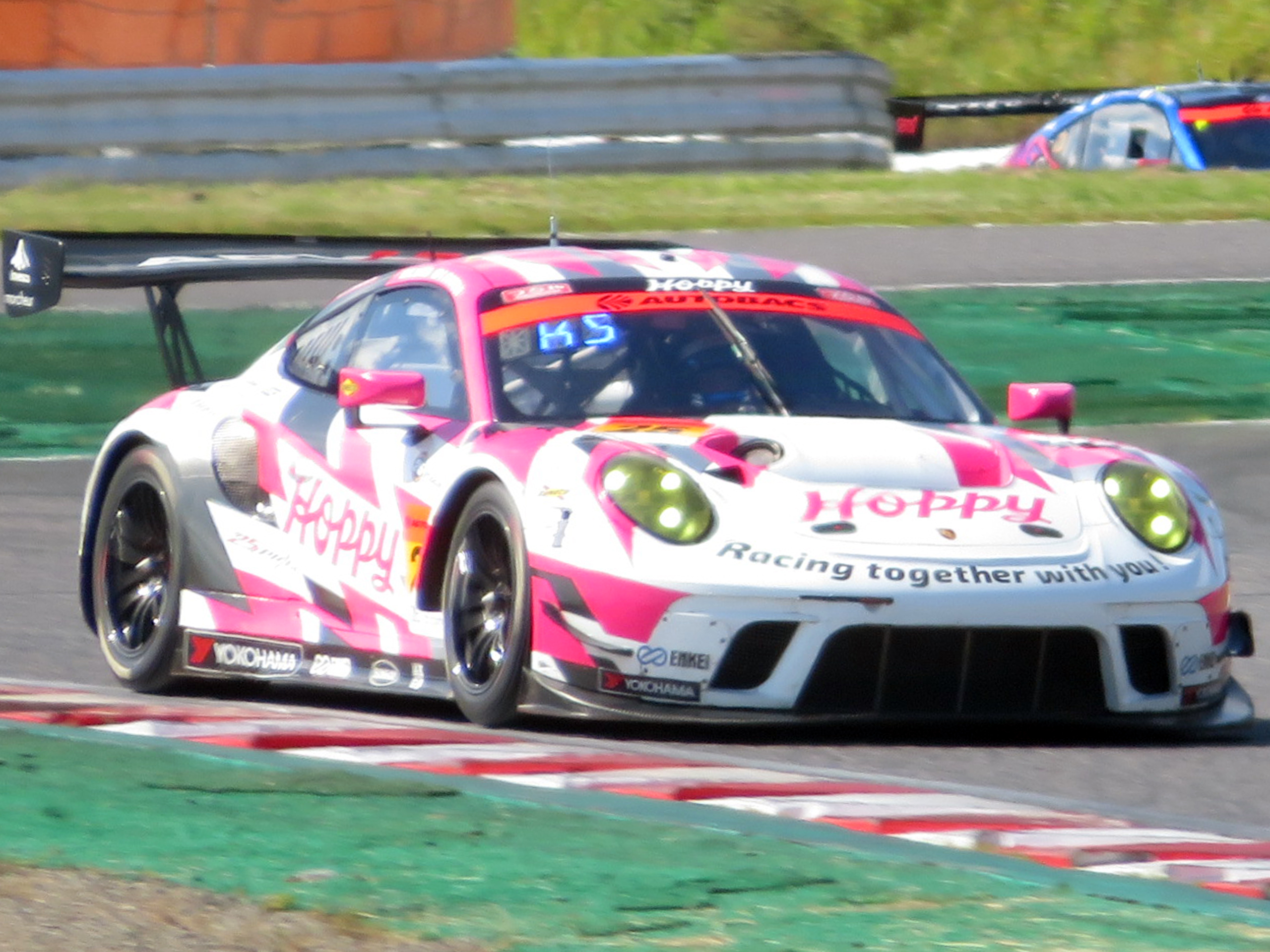
HOPPY Porsche（2020年）

つちやエンジニアリング合同会社は、神奈川県藤沢市に本社を置くレース用車両開発、レーシングチーム運営、レース用エンジン開発及びメンテナンスを行う企業。チューニングショップ「25 Racing（にーごーれーしんぐ）」とレーシングチーム「チームサムライ」を包括する。旧名は「土屋エンジニアリング」。

## 概要
1971年7月創業。土屋春雄（土屋武士の実父）が代表を務め、富士フレッシュマンレースで参戦を開始。FJ1300や全日本FP(フォーミュラ・パシフィック）、全日本F2選手権、地方選手権FJ1600のエンジン開発、メンテナンスを行う。その後、全日本ツーリングカー選手権やSUPER GT（旧・全日本GT選手権）に自社チームとして参戦した。しかし経済悪化を背景に、2008年で活動を休止した。
活動休止中の2010年シーズンは、土屋武士が自らのチームであるTeam SAMURAIからGT300クラスにポルシェ・911GT3RSR（2009年度仕様）で第3戦より参戦することになり、監督に土屋春雄が就任した。
2015年には、ワークス支援を受けずに日本のものづくりを活かし勝利を目指す“最強プライベーター”を目標とし、カーナンバー「25」とともにつちやエンジニアリングとして、SUPER GTへの参戦を再開した。そしてその宣言通り翌年にワークスのaprを打ち破ってチャンピオンを獲得し、町工場チームの実力を知らしめた。
現代のマシンでは多数の装着が必須とされるデータロガーをほぼ使わず、アナログなドライバーと職人の感性でマシンを開発することで知られる。
基本的には独立したプライベーターであるものの、歴史的にはトヨタとの結びつきが強い。

## 第一期
富士GCのサポートレースとして開催されていたマイナーツーリングにTS仕様のB110型サニーで参戦し、DOHCヘッドを持つKP47型パブリカスターレットを破りトップグループの一角となる。
1985年から始まったJTCにAE86型カローラレビンで参戦し、最終戦インターTECでクラス優勝を果たす。プライベートチームながら実質的なホンダワークスであった無限と互角以上にわたりあい、時には実質的なトヨタワークスであったトムスを上回る成績を残すこともあった。そして1990年につちやのAE92を駆る鈴木恵一/新田守男組が遂にチャンピオンを獲得している。
1994年から全日本ツーリングカー選手権がクラス2規定のJTCCに移行し、AE101型カローラセレスやJZX100型チェイサーで参戦した。
1996年シーズンより、独自のノウハウにより仕立てたMR2を用い、GT300クラスへ参戦を開始。同年は第5戦のみに参戦した。この時のドライバーは、2006年に同チームでコンビを組むことになる土屋武士と織戸学であった。
1997年シーズンは第5戦を除いて参戦。ドライバーは、土屋武士が残留し新たに長嶋正興が加入。第3戦では初優勝を飾った。シリーズタイトル争いは、1戦欠場したことが響いて、ランキング3位に終わった。
1998年シーズンはドライバーを刷新。ベテランの鈴木恵一と若手の舘信吾という布陣であった。この年は無敵の強さと速さを誇り、事故により中止となった第2戦を除いた6戦中5勝(シーズン終了後のオールスター戦を含めると7戦中6勝)という高い勝率を上げ、独走でシリーズタイトルを獲得した。
1999年シーズンはアペックスとのジョイントで参戦。これを受けて、ドライバーは新田守男と高木真一に改められた。同年、日産が新型シルビアを投入し速さを発揮するが、持ち前の強さでこれに応戦。前年とは対照的に、優勝は1回のみではあったが、安定してポイントを獲得し、シリーズ2連覇を達成する。アペックスは、この1年間の経験が翌年から投入したMR-Sの開発に生かされることとなった。一方土屋武士は、さらなる上の目標を目指すべくGT300クラスでの活動を終え、翌年よりGT500クラスへとステップアップした。
2000年シーズンよりGT500クラスへ参戦。基本的に旧型車両での参戦であり、2000年から2006年までの間はスープラを使用し、2007年からはレクサス・SC430を使用。タイヤはツーリングカーレース当時より使用している横浜ゴム（ADVAN）。そのためか、岡山国際サーキットを得意としており、同地で行われた2005年の開幕戦では、前年型車両ながら優勝を飾っている。
2000年シーズンは、エンドレスとのジョイントで参戦。ドライバーは、1996年にチームに所属した織戸学と、エンドレスとヨコハマタイヤの開発ドライバーをつとめていた木下みつひろで挑んだ。参戦初年度であり車両が前年型であったことから苦戦を強いられたが、この年の経験が後に生かされることとなった。
2001年シーズンも前年型車両での参戦であったが、空力パーツは最新型ものとなり、戦闘力の差をできるだけ縮めようとした。ドライバーは織戸学と荒聖治で挑んだ。この年も苦戦が続いたものの、練習走行においてトップタイムを記録する等、徐々に進化を遂げてきた。
2002年シーズンは、荒聖治が残留し新たに山路慎一を迎え入れた。この年も前年型車両に独自のアップデートを施し参戦。開幕前のテストでは好タイムを記録しており、さらなる成長を遂げた。決勝では初の表彰台を獲得するなど以前より結果を残し、十分に活躍をしたシーズンであった。
2003年は、ADVANタイヤ誕生25周年という年で、ヨコハマタイヤのサポートが強化され、マシンカラーは赤と黒がベースのADVANカラーとなり、チーム名も「TEAM ADVANツチヤ」に改められた。ドライバーは荒聖治とジェレミー・デュフォアで挑んだ。車両は、この年からは「GT500クラスにおいてトヨタ車で参戦している全チームに、最新型マシンを供給する。」というトヨタの方針により、念願のワークスチームと同スペックの最新型車両を手に入れる。開幕戦では、チームへの車両の到着が遅れ満足なテストが出来なかったものの、いきなりトップ争いを繰り広げた。周回遅れのマシンとの接触が原因でリタイアしたものの、実力の片鱗を示すことは出来た。その後、第6戦で表彰台。最終戦ではポールポジションを獲得したものの、GT300車両のスピンに巻き込まれてしまい失速し、優勝には至らなかった。
2004年シーズンから、富士通テン（現・デンソーテン）がメインスポンサー（「ECLIPSE」ブランド）に就いた。車両は、前年と同様に最新型車両が供給される。ドライバーは前年サードで1勝をあげたコンビの織戸学とドミニク・シュワガーに一新した。織戸にとっては2001年以来の古巣復帰となった。この年のタイヤは暖まりが早く、スタートで一気にライバル車を抜き去るシーンが見受けられた。特に、第2戦では3位スタートということもあってか一気にトップを走行することとなった。しかし、表彰台に2度立つものの安定した結果は残せず、前年より好結果を残すが不満が残る1年となった。
2005年シーズンは、再度 前年型車両での参戦となった。メインスポンサー（富士通テン）及びタイヤ供給（横浜ゴム）も前年の体制を踏襲。開幕戦（岡山）では、新型のスープラも含めてワークス勢のポテンシャルが低く、車両のセットアップが良かったことから、見事GT500での初優勝を決めた。しかし、その後はワークスマシンの開発が進み、またも苦戦を強いられた。
2006年シーズンは、トヨタ系ワークスチームが新規開発車である「レクサス・SC430」に変更したのに対し、前年に他チームが使用していた2005年型スープラでの参戦となった。ドライバーは織戸学のパートナーに土屋武士が復帰。しかし、前年以上の苦戦を強いられ、結果勝利なしに終わった。この年からチーム名は「トヨタ・チーム・ツチヤ」になり、マシンカラーは白と赤がベースとなった。
2007年シーズンは、ドライバーの布陣は変わらない（織戸・土屋組）が、車両は前年型のレクサス・SC430が供給されることとなった。車両規定の変更（前後オーバーハングの拡大やスキッドプレートによる車高アップ 等）等もあり、新しい車両に合わせたタイヤ開発の必要性から序盤は結果が出ないと思われたが、第2戦（岡山）では6位、第4戦（セパン）では5位入賞を果たした。
2008年シーズンは、ドライバーは残留した土屋武士のパートナーに昨年のGT300のチャンピオンである石浦宏明が加入。車両は前年に引き続き2006年モデルのレクサス・SC430での参戦となる。ただし、そのままではまったく勝負にならないので他のチームと同じ最新型のエアロを装着して挑んだ。
2009年シーズン、自動車業界の不景気や参戦コストの高騰等の影響を受けて土屋エンジニアリングはレース活動を休止（このほかNISMOも参加台数を1台に絞った）。所属ドライバーの土屋武士は一ツ山レーシング、石浦宏明はKRAFTへそれぞれ移籍した。
その後、土屋武士が株式会社サムライ・25Racingを創業。Team SAMURAIとし活動。松井孝允の才能を高く評価し、自社で働かせながら経験を積ませた。

## 第二期
2015年シーズン、GT300クラスにマザーシャシーのトヨタ・86で7年ぶり（GT300クラスにおいては16年ぶり）に「つちやエンジニアリング」としてSUPER GTに参戦。監督は土屋春雄、ドライバーはチーフエンジニアも兼任する土屋武士と、松井孝允。タイヤはヨコハマタイヤ、タイトルスポンサーに建設機材の販売・リースを行うVivacを獲得した他、親交のある同じ町工場のような小規模企業が多数ついた。現代のマシンでありながらデータを集めるためのセンサーを殆ど装着しない、資材をホームセンターで買って工作するなどのアナログ・安価な手法を駆使し、トラブルの多いマシンと格闘。その甲斐あって、菅生で初優勝を挙げた。
2016年には2勝を挙げてドライバーズ・チームズチャンピオンの二冠を獲得。「1年目（2014年）はJAF-F4で松井を育て、2年目にスーパーGTに復帰し、3年目でチャンピオンを獲る」という計画を見事有言実行。土屋はレギュラーGTドライバーとしての最後を初タイトルで締めくくった。
2017年シーズンは、監督にチーフエンジニアも兼任する土屋武士。ドライバーは松井孝允・山下健太。しかしGT300でチャンピオンになりながらも松井をGT500に上げるチームが現れない上、スポンサーも現れないので土屋は心が折れかけ、この年オートポリスで優勝した後も絶望すら感じていたという。そして6月に来年度の休止をスタッフに宣言した。だが「諦めてはいけない」とスタッフの反対に遭って考えを変え、「GT500に行く」という新たな夢を決め、チームで「Road to GT500」と書かれたラバーストラップを身につけて参戦を続けることになった。結局チームや松井のGT500へのステップアップは2022年現在まで実現できていないものの、山下健太・坪井翔という二人の若きGT500王者を輩出することに成功している。
2020年には第2世代マザーシャシーまでの繋ぎとして、武士自身も縁が深いポルシェ・911のGT3仕様へマシンを切り替えている。
apr主導のもとに開発されて2020年から投入されている、JAF-GT規定のGRスープラのメンテナンスもつちやが務める。そして2022年からはつちやもGTA-GT300（旧JAF-GT）のGRスープラを投入することを表明している。

## 参戦歴
| 年度   | クラス | マシン                       | ドライバー                                   | ランキング | 優勝 |
| ------ | ------ | ---------------------------- | -------------------------------------------- | ---------- | ---- |
| 1996年 | GT300  | つちやMR2                    | 織戸学／土屋武士                             | 19位       | 0回  |
| 1997年 | GT300  | つちやMR2                    | 土屋武士／長嶋正興                           | 3位        | 1回  |
| 1998年 | GT300  | つちやMR2                    | 鈴木恵一／舘信吾                             | 1位        | 5回  |
| 1999年 | GT300  | モモコルセ・アペックスMR2    | 新田守男／高木真一（／菊地靖）               | 1位        | 1回  |
| 2000年 | GT500  | エンドレス アドバン スープラ | 木下みつひろ／織戸学                         | 18位       | 0回  |
| 2001年 | GT500  | FK/マッシモ ADVAN スープラ   | 織戸学／荒聖治                               | 19位       | 0回  |
| 2002年 | GT500  | FK/マッシモ ADVAN スープラ   | 荒聖治／山路慎一（／ジェフ・リース）         | 16位       | 0回  |
| 2003年 | GT500  | ADVAN スープラ               | 荒聖治／ジェレミー・デュフォア（／野田英樹） | 13位       | 0回  |
| 2004年 | GT500  | ECLIPSE ADVANスープラ        | 織戸学／ドミニク・シュワガー                 | 12位       | 0回  |
| 2005年 | GT500  | ECLIPSE ADVANスープラ        | 織戸学／ドミニク・シュワガー（／野田英樹）   | 13位       | 1回  |
| 2006年 | GT500  | ECLIPSE ADVANスープラ        | 織戸学／土屋武士（／野田英樹）               | 19位       | 0回  |
| 2007年 | GT500  | ECLIPSE ADVAN SC430          | 織戸学／土屋武士                             | 17位       | 0回  |
| 2008年 | GT500  | ECLIPSE ADVAN SC430          | 土屋武士／石浦宏明                           | 15位       | 0回  |
| 2015年 | GT300  | VivaC 86 MC                  | 土屋武士／松井孝允（／谷川達也）             | 10位       | 1回  |
| 2016年 | GT300  | VivaC 86 MC                  | 土屋武士／松井孝允（／山下健太）             | 1位        | 2回  |
| 2017年 | GT300  | VivaC 86 MC                  | 松井孝允／山下健太（／近藤翼）               | 5位        | 1回  |
| 2018年 | GT300  | HOPPY 86 MC                  | 松井孝允／坪井翔（／近藤翼／土屋武士）       | 9位        | 0回  |
| 2019年 | GT300  | HOPPY 86 MC                  | 松井孝允／佐藤公哉（／土屋武士）             | 19位       | 0回  |
| 2020年 | GT300  | HOPPY Porsche                | 松井孝允／佐藤公哉                           | 20位       | 0回  |
| 2021年 | GT300  | HOPPY Porsche                | 松井孝允／佐藤公哉                           | 14位       | 0回  |
| 2022年 | GT300  | HOPPY Schatz GR Supra GT     | 松井孝允／野中誠太                           | 34位       | 0回  |
| 2023年 | GT300  | HOPPY Schatz GR Supra GT     | 菅波冬悟／野中誠太                           | 26位       | 0回  |
| 2024年 | GT300  | HOPPY Schatz GR Supra GT     | 菅波冬悟／松井孝允／佐藤公哉                 | NC         | 0回  |

## 戦績

### 全日本ツーリングカー選手権（JTC）
| 年     | エントラント名       | No. | ドライバー                   | 使用車両               | タイヤ | クラス | 1       | 2       | 3       | 4       | 5       | 6       | 7       | 8       | 9       | 順位 | ポイント |
| ------ | -------------------- | --- | ---------------------------- | ---------------------- | ------ | ------ | ------- | ------- | ------- | ------- | ------- | ------- | ------- | ------- | ------- | ---- | -------- |
| 1985年 | 土屋エンジニアリング | 25  | 鈴木恵一 土屋圭市            | トヨタ・カローラレビン | Y      | Div.1  | SUG Ret | TSU Ret | NIS Ret | SUZ 8   | FSW 1   |         |         |         |         |      |          |
| 1986年 | 土屋エンジニアリング | 25  | 鈴木恵一 岡田秀樹            | トヨタ・カローラFX     | Y      | Div.1  | NIS 3   | SUG 5   | TSU 14  | SEN 5   | FSW 1   | SUZ 1   |         |         |         |      |          |
| 1987年 | 土屋エンジニアリング | 25  | 茂木和男 太田哲也            | トヨタ・カローラFX     | Y      | Div.1  | NIS 13  | SEN 2   | TSU 4   | SUG 2   | FSW Ret | SUZ 4   |         |         |         |      |          |
| 1988年 | 土屋エンジニアリング | 25  | 茂木和男 田嶋栄一 日下部保雄 | トヨタ・カローラレビン | Y      | JTC-3  | SUZ     | NIS 9   | SEN 2   | TSU 8   | SUG 4   | FSW Ret |         |         |         |      |          |
| 1989年 | 土屋エンジニアリング | 25  | 茂木和男 小幡栄              | トヨタ・カローラレビン | Y      | JTC-3  | NIS 6   | SEN 1   | TSU 7   | SUG 2   | SUZ 3   | FSW 1   |         |         |         | 1位  |          |
| 1990年 | Team ADVAN           | 25  | 鈴木恵一 新田守男            | トヨタ・カローラレビン | Y      | JTC-3  | NIS 4   | SUG 1   | SUZ 4   | TSU 1   | SEN 3   | FSW 1   |         |         |         | 1位  |          |
| 1991年 | Team ADVAN           | 25  | 鈴木恵一 新田守男            | トヨタ・カローラレビン | Y      | JTC-3  | SUG 1   | SUZ Ret | TSU 1   | SEN 7   | AUT 5   | FSW Ret |         |         |         | 3位  |          |
| 1992年 | Team ADVAN           | 25  | 鈴木恵一 新田守男            | トヨタ・カローラレビン | Y      | JTC-3  | TAI     | AUT 1   | SUG Ret | SUZ Ret | MIN 2   | TSU 9   | SEN 4   | FSW 5   |         |      |          |
| 1993年 | Team ADVAN           | 25  | 鈴木恵一 新田守男            | トヨタ・カローラレビン | Y      | JTC-3  | MIN 3   | AUT 4   | SUG 4   | SUZ 2   | TAI 8   | TSU 4   | TOK Ret | SEN 2nd | FSW 2nd |      |          |

### 全日本ツーリングカー選手権（JTCC）
| 年     | No. | ドライバー | 使用車両               | タイヤ | 1      | 2        | 3        | 4        | 5       | 6        | 7        | 8        | 9        | 10       | 11       | 12       | 13       | 14       | 15      | 16      | 17       | 18       | 順位 | ポイント |
| ------ | --- | ---------- | ---------------------- | ------ | ------ | -------- | -------- | -------- | ------- | -------- | -------- | -------- | -------- | -------- | -------- | -------- | -------- | -------- | ------- | ------- | -------- | -------- | ---- | -------- |
| 1994年 | 25  | 鈴木恵一   | トヨタ・カローラセレス | Y      | OAR1 6 | OAR2 8   |          |          | TOK1 5  | TOK2 5   |          |          | MIN1 Ret | MIN2 4   |          |          | TSU1 Ret | TSU2 DNS |         |         | FSW1 DNS | FSW2 DNS | 12位 | 27       |
| 1994年 | 25  | 新田守男   | トヨタ・カローラセレス | Y      |        |          | SUG1 Ret | SUG2 DNS |         |          | SUZ1 23  | SUZ2 Ret |          |          | TAI1 Ret | TAI2 DNS |          |          | SEN1 12 | SEN2 13 |          |          | 33位 | 0        |
| 1995年 | 25  | 影山正美   | トヨタ・カローラセレス | Y      | FSW1 4 | FSW2 Ret |          |          | TOK1 9  | TOK2 13  |          |          |          |          |          |          |          |          |         |         |          |          | 10位 | 34       |
| 1995年 | 25  | 影山正美   | トヨタ・コロナエクシヴ | Y      |        |          | SUG1 Ret | SUG2 DNS |         |          | SUZ1 Ret | SUZ2 18  | MIN1 Ret | MIN2 Ret | TAI1 9   | TAI2 5   | SEN1 11  | SEN2 10  | FSW1 4  | FSW2 3  |          |          | 10位 | 34       |
| 1996年 | 25  | 影山正美   | トヨタ・コロナエクシヴ | Y      | FSW1 9 | FSW2 9   | SUG1 9   | SUG2 6   | SUZ1 16 | SUZ2 5   | MIN1 3   | MIN2 7   | SEN1 9   | SEN2 14  | TOK1 9   | TOK2 6   | FSW1 Ret | FSW2 DNS |         |         |          |          | 11位 | 39       |
| 1997年 | 24  | 土屋圭市   | トヨタ・チェイサー     | Y      | FSW1   | FSW2     | TAI1     | TAI2     | SUG1    | SUG2     | SUZ1     | SUZ2     | MIN1     | MIN2     | SEN1     | SEN2     | TOK1     | TOK2     | FSW1 14 | FSW2 10 |          |          | 23位 | 1        |
| 1997年 | 25  | 影山正美   | トヨタ・コロナエクシヴ | Y      | FSW1 C | FSW2 C   | TAI1 5   | TAI2 6   | SUG1 9  | SUG2 8   | SUZ1 3   | SUZ2 3   | MIN1 5   | MIN2 7   | SEN1 5   | SEN2 7   | TOK1 6   | TOK2 11  | FSW1 4  | FSW2 13 |          |          | 6位  | 61       |
| 1998年 | 24  | 土屋武士   | トヨタ・コロナエクシヴ | Y      | FSW1 2 | FSW2 5   | TRM 3    | SUG1 Ret | SUG2 7  | SUZ1 5   | SUZ2 5   | MIN1 4   | MIN2 Ret | TAI 5    | FSW Ret  |          |          |          |         |         |          |          | 6位  | 78       |
| 1998年 | 25  | 土屋圭市   | トヨタ・チェイサー     | Y      | FSW1 3 | FSW2 8   | TRM 7    | SUG1 5   | SUG2 6  | SUZ1 Ret | SUZ2 4   | MIN1 8   | MIN2 5   | TAI 4    | FSW 3    |          |          |          |         |         |          |          | 7位  | 63       |

### 全日本GT選手権/SUPER GT
| 年     | エントラント名                      | No. | ドライバー                                     | 使用車両         | タイヤ | クラス | 1      | 2       | 3       | 4       | 5      | 6       | 7       | 8       | 9      | 順位 | ポイント |
| ------ | ----------------------------------- | --- | ---------------------------------------------- | ---------------- | ------ | ------ | ------ | ------- | ------- | ------- | ------ | ------- | ------- | ------- | ------ | ---- | -------- |
| 1996年 | TEAM TAISAN Jr.                     | 28  | 織戸学 土屋武士                                | トヨタ・MR2      | Y      | GT300  | SUZ    | FSW     | SEN     | FSW     | SUG 4  | MIN     |         |         |        | 1位  | 93       |
| 1997年 | 土屋エンジニアリング                | 25  | 土屋武士 長嶋正興                              | トヨタ・MR2      | Y      | GT300  | SUZ 3  | FSW Ret | SEN 1   | FSW 5   | MIN    | SUG 3   |         |         |        | 3位  | 52       |
| 1998年 | TEAM TAISAN Jr. with つちや         | 25  | 鈴木恵一 舘信吾                                | トヨタ・MR2      | Y      | GT300  | SUZ 1  | FSW C   | SEN 1   | FSW 1   | TRM 6  | MIN 1   | SUG 1   |         |        | 1位  | 106      |
| 1999年 | MOMOCORSE Racing Team with Tsuchiya | 25  | 新田守男 菊地靖（Rd.1） 高木真一               | トヨタ・MR2      | Y      | GT300  | SUZ 8  | FSW 1   | SUG 2   | MIN 2   | FSW 5  | TAI Ret | TRM 3   |         |        | 1位  | 73       |
| 2000年 | ENDLESS+土屋エンジニアリング        | 25  | 木下みつひろ 織戸学                            | トヨタ・スープラ | Y      | GT500  | TRM 13 | FSW 10  | SUG 14  | FSW 8   | TAI 8  | MIN 7   | SUZ 13  |         |        | 13位 | 11       |
| 2001年 | 土屋エンジニアリング                | 25  | 織戸学 荒聖治                                  | トヨタ・スープラ | Y      | GT500  | TAI 9  | FSW 11  | SUG 11  | FSW PO  | TRM 7  | SUZ 7   | MIN 10  |         |        | 12位 | 11       |
| 2002年 | 土屋エンジニアリング                | 25  | 山路慎一 荒聖治 ジェフ・リース（Rd.2）         | トヨタ・スープラ | Y      | GT500  | TAI 6  | FSW 13  | SUG 11  | SEP Ret | FSW 3  | TRM 9   | MIN 5   | SUZ 7   |        | 10位 | 32       |
| 2003年 | TEAM ADVAN・ツチヤ                  | 25  | 荒聖治 ジェレミー・デュフォア 野田英樹（Rd.2） | トヨタ・スープラ | Y      | GT500  | TAI 10 | FSW Ret | SUG 4   | FSW 14  | FSW 17 | TRM 3   | AUT 12  | SUZ Ret |        | 10位 | 26       |
| 2004年 | TEAM ADVAN・ツチヤ                  | 25  | 織戸学 ドミニク・シュワガー                    | トヨタ・スープラ | Y      | GT500  | TAI 14 | SUG 2   | SEP Ret | TOK 13  | TRM 12 | AUT 3   | SUZ 10  |         |        | 10位 | 31       |
| 2005年 | TEAM ADVAN・ツチヤ                  | 25  | 織戸学 ドミニク・シュワガー 野田英樹（Rd.6）   | トヨタ・スープラ | Y      | GT500  | OKA 1  | FSW 14  | SEP 15  | SUG 9   | TRM 15 | FSW Ret | AUT Ret | SUZ 14  |        | 10位 | 26       |
| 2006年 | TOYOTA TEAM TSUCHIYA                | 25  | 土屋武士 織戸学 野田英樹（Rd.6）               | トヨタ・スープラ | Y      | GT500  | SUZ 8  | OKA 9   | FSW 6   | SEP 10  | SUG 12 | SUZ Ret | TRM 12  | AUT 15  | FSW 9  | 14位 | 13       |
| 2007年 | TOYOTA TEAM TSUCHIYA                | 25  | 土屋武士 織戸学                                | レクサス・SC430  | Y      | GT500  | SUZ 9  | OKA 6   | FSW Ret | SEP 5   | SUG 8  | SUZ Ret | TRM 8   | AUT 10  | FSW 12 | 14位 | 38       |
| 2008年 | TOYOTA TEAM TSUCHIYA                | 25  | 土屋武士 石浦宏明                              | レクサス・SC430  | Y      | GT500  | SUZ 11 | OKA 11  | FSW 8   | SEP 4   | SUG 4  | SUZ 14  | TRM 10  | AUT 12  | FSW 8  | 14位 | 44       |